# Eddie Ljungwe
Eddie Ljungwe, född 1984, är en svensk innebandymålvakt som avslutade sin aktiva karriär 2009. Han har tre SM-guld som junior med Stockholms stadslag, en U19-landskamp mot Finland i Finnkampen och han har representerat Järfälla IBK i SHL (dåvarande Elitserien).